# John Leonard (Bischof)
John Leonard (* 15. Januar 1829 in Dublin, Vereinigtes Königreich Großbritannien und Irland; † 19. Februar 1908 in Kapstadt) war ein britischer römisch-katholischer Geistlicher und Bischof.
Leonard begann 1849 ein Studium am St. Patrick’s College in Maynooth. Am 5. Januar 1855 weihte Paul Cullen ihn zum Priester für das Erzbistum Dublin. Anschließend arbeitete er als Kurat in Blanchardstown. Papst Pius IX. ernannte Leonard am 1. Oktober 1872 zum Titularbischof von Corada und Apostolischen Vikar vom Kap der guten Hoffnung, Western District. Am 15. Dezember 1872 spendete ihm Paul Cullen, Erzbischof von Dublin, in Dublin die Bischofsweihe. Mitkonsekratoren waren James Lynch CM, Koadjutor-Bischof von Kildare and Leighlin, und John Francis Whelan, ehemaliger Apostolischer Vikar von Bombay.